# Georg Ludwig Hartig
Pour les personnes ayant le même patronyme, voir Hartig.
Georg Ludwig Hartig (né le 2 septembre 1764 à Gladenbach, près de Marbourg – mort à Berlin le 2 février 1837) est un agronome allemand réputé pour ses travaux de sylviculture.

## Biographie sommaire
Après une formation professionnelle en agriculture à Harzburg, Hartig étudia à l’Université de Giessen de 1781 à 1783. En 1786 il fut engagé comme intendant des forêts du prince de Solms-Braunfels à Hungen en Vettéravie, où il ouvrit une école de sylviculture.
En 1791, il publie son fameux ouvrage Instruction sur la culture du bois, à l'usage des forestiers qui décrit la méthode de « repeuplement naturel »  comme une suite de « coupes dites éclaircissements » , suivie d'une «coupe déﬁnitive». Cet ouvrage est traduit par Jacques-Joseph Baudrillart en 1805 puis largement diffusé au sein de l'Administration forestière française. Cette méthode correspond actuellement à celle de la régénération naturelle par coupes progressives.
Devenu en 1797 inspecteur des forêts du prince d’Orange-Nassau, il continua d'enseigner la culture des arbres à Dillenburg, où le nombre d'élèves s'accroissait sans cesse. Puis Napoléon Ier décréta la dissolution de la principauté en 1805, mais dès 1806 Hartig était nommé inspecteur en chef des Eaux et Forêts à Stuttgart, d'où on le rappela en 1811 à Berlin pour y exercer les mêmes fonctions. Après la défaite de la Prusse lors des guerres napoléoniennes, le baron H. Fr. vom Stein réforme le système étatique de fond en comble. Il est confronté à l'énorme tâche de restructurer l'administration forestière complètement désolée. La formation des forestiers a été suspendue pendant des années. Les membres du corps équestre de la police militaire de la circonscription constituent davantage une formation militaire qu'une unité administrative. Ils sont en grande partie payés en nature, les "Accidentien", ce qui ouvre la porte à la corruption. Il continuait d'enseigner, et même parvint à intégrer la sylviculture parmi les enseignements de l’Université de Berlin, dont il devint professeur honoraire en 1830.

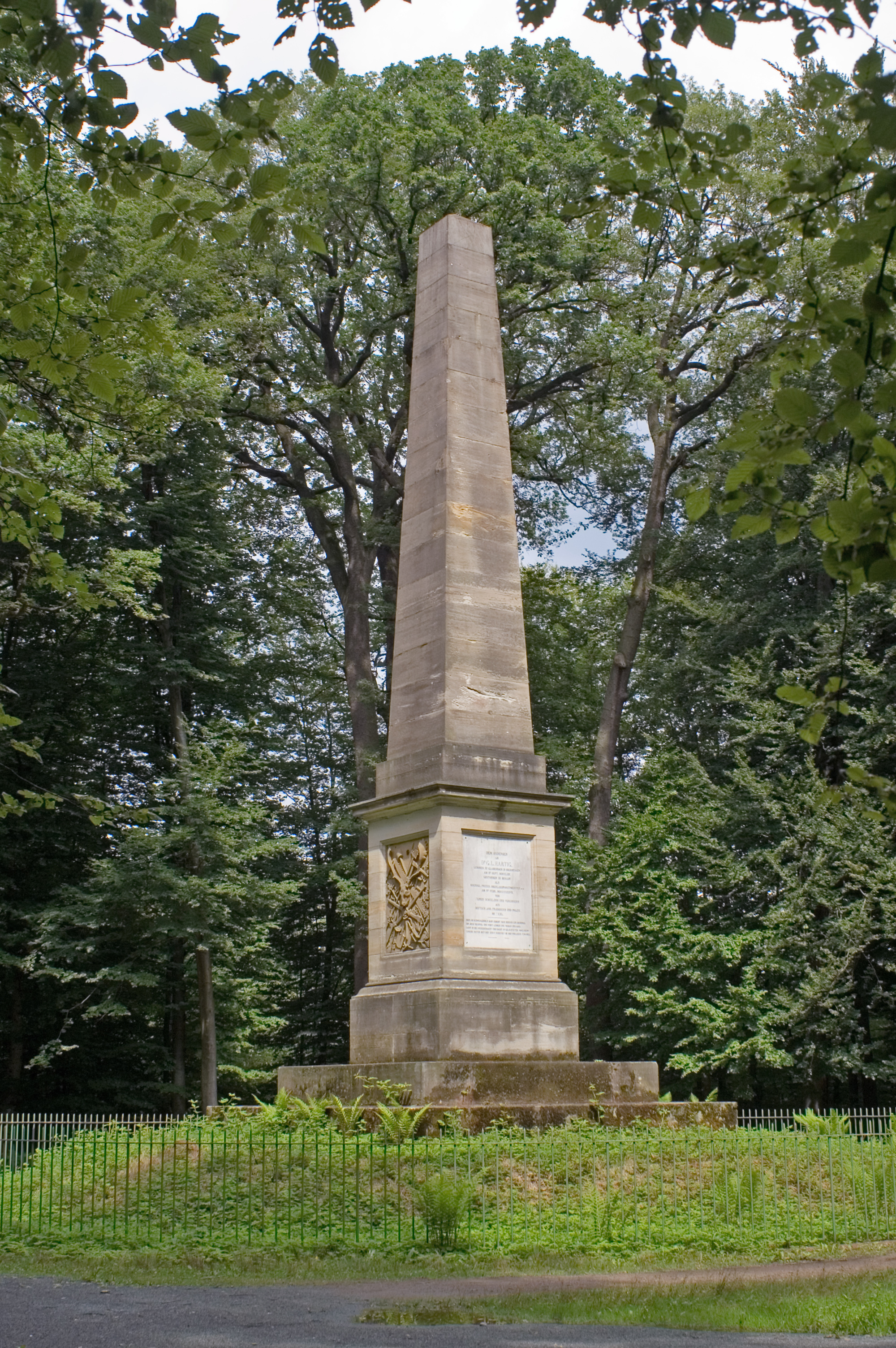
Le Mémorial Hartig à Darmstadt.

Il mourut à Berlin le 2 février 1837 et il est enterré au cimetière de Dorotheenstadt.
Son fils Théodore (1805-1880), puis son petit-fils Robert (1839-1901) poursuivirent son œuvre.

## Œuvres (sélection)
- G. L. Hartig (trad. J.-J. Baudrillart), Instruction sur la culture du bois, à l'usage des forestiers [« Anweisung zur Holzzucht für Förster »], Paris, Levrault, Schœll & Cie, 1791 (réimpr. 2e éd. en français 1805) (lire en ligne)[1]
- Physicalische Versuche über das Verhältniß der Brennbarkeit der meisten deutschen Wald-Baum-Hölzer...etc, 1794
- Anweisung zur Taxation und Beschreibung der Forste (Instructions sur la fiscalité et la description de la forêt ou traité d'aménagement forestier), Gießen, 1795[1]
- Grundsätze der Forst-Direktion, Hadamer : Neue Gelehrten Buchhandlung, 1803
- Lehrbuch für Förster und die es werden wollen (Livre pour l'instruction des forestiers et de ceux qui veulent le devenir), (3 vols.), Stuttgart, 1808[1]
- Kubiktabellen für geschnittene, beschlagene und runde Hölzer, 1815 (10th ed. Berlin, 1871)
- Lehrbuch für Jäger und die es werden wollen...etc., (2 vols.), Stuttgart 1810/1812
- Beitrag zur Lehre von der Ablösung der Holz-, Streu- und Weideservituten, Berlin, 1829
- Die Forstwissenschaft in ihrem ganzen Umfange...etc, Berlin, 1831
- Lexikon für Jäger und Jagdfreunde oder waidmännisches Conversations-Lexikon, 1836, (2nd ed. Berlin, 1859-1861)

Theodor Hartig et son fils Robert publièrent eux-mêmes de nombreux ouvrages relatifs à la sylviculture : l'un des livres de Robert Hartig a été traduit en anglais par W. Somerville et H. Marshall Ward sous le titre Diseases of Trees (1894).

## Source
(en) « Georg Ludwig Hartig », dans Encyclopædia Britannica , 1911 (lire sur Wikisource).